# Браун, Артур (лётчик)
Сэр Артур Браун (англ. Arthur Whitten Brown; 1886—1948) — английский авиатор, подполковник; штурман первого в мире беспосадочного трансатлантического перелета по маршруту Ньюфаундленд — Клифден в 1919 году.

## Биография
Родился 23 июля 1886 года в Глазго, Шотландия, у американских родителей — его отец был командирован в Clydeside (Глазго) чтобы оценить целесообразность строительства здесь завода Westinghouse. Завод в конечном счете был построен в Trafford Park города Стретфорд графства Ланкашир, куда и переехала его семья.

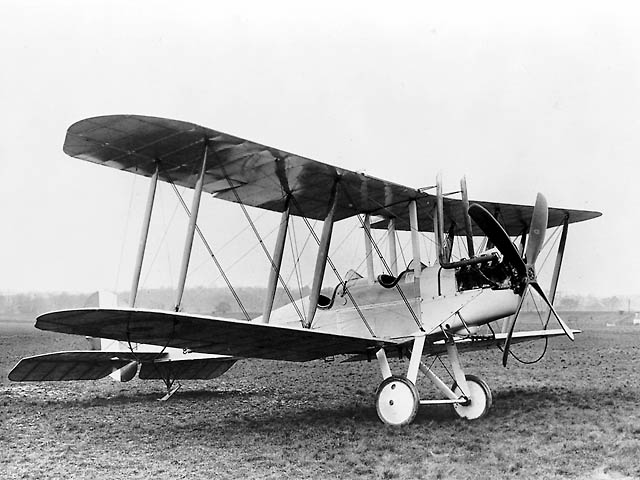
Самолет B.E.2c

Свою карьеру Браун начал перед Первой мировой войной инженером в компании British Westinghouse в Манчестере. В 1914 году он был зачислен в ряды University and Public Schools Brigade, получив британское гражданство. В этой военном подразделении он стал вторым лейтенантом в 3-м специальном резервном батальоне Манчестерского полка. Службу начал во Франции, куда был откомандирован в распоряжение 2-й эскадрильи Королевских ВВС Великобритании в качестве наблюдателя, а затем летчика. Первый раз его самолёт был сбит огнём зенитной артиллерии над городом Ванден-ле-Вьей. Браун был отправлен на лечение в Англию, после чего снова вернулся на фронт. Второй раз был сбит 10 ноября 1915 года под Бапомом (Франция), управляя самолётом B.E.2 (номер 2673) во время разведывательного полета. Браун и его второй пилот Медликотт, были захвачены немцами. Медликотт был позже застрелен при четырнадцатой попытке бегства из плена; Браун был интернирован в Швейцарии, откуда был освобожден в сентябре 1917 года.
После отпуска Артур вышел на работу в Министерство боеприпасов под началом майора Кеннеди из Королевских ВВС (познакомившись с одной из дочерей Кеннеди, Браун позже женился на ней). Он устроился на работу в инжиниринговую компанию Vickers, где появилась идея трансатлантического перелета и он познакомился с пилотом Джоном Олкоком — своим коллегой по перелёту.

### Трансатлантический полёт

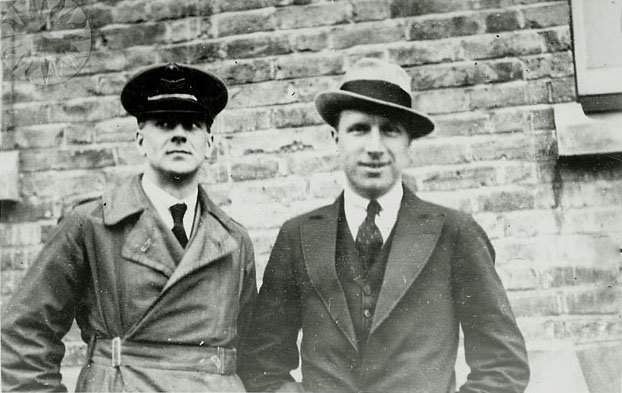
Артур Браун и Джон Олкок, 1919 год

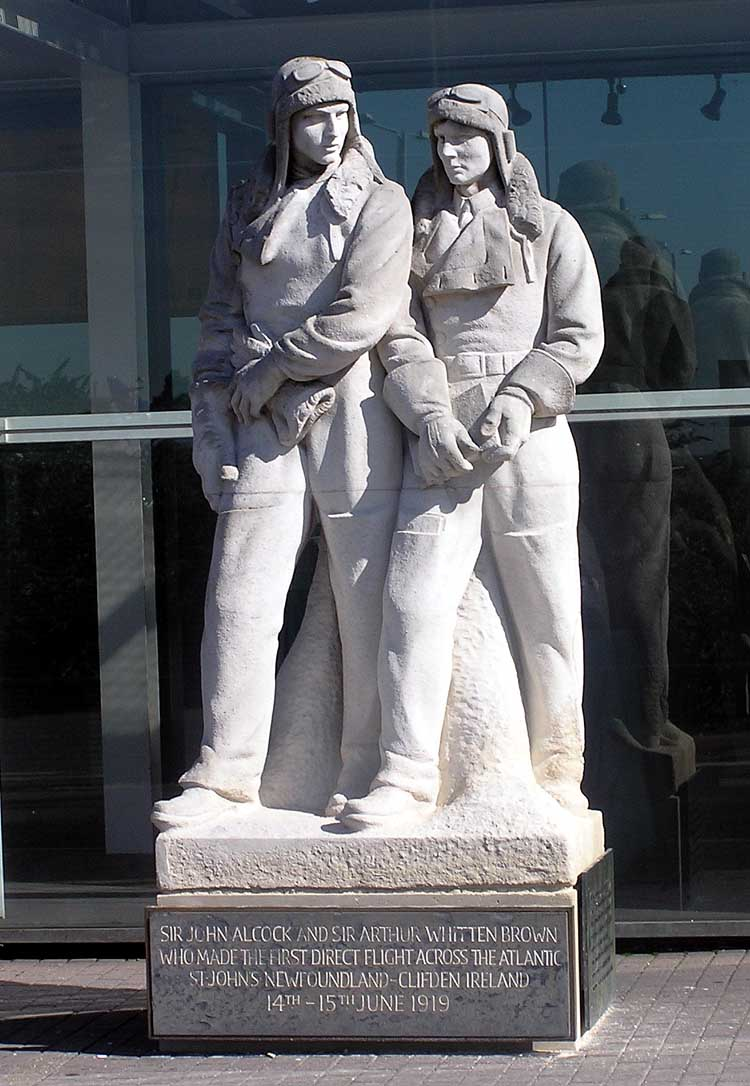
Памятник авиаторам в лондонском аэропорту Хитроу

Летчики вылетели из Сент-Джонса (Ньюфаундленд и Лабрадор) 14 июня 1919 года в 1.45 по местному времени и приземлились на болото Derrygimla в деревне Балликоннили возле города Клифден (Коннемара) спустя 16 часов и 12 минут полета, преодолев 1980 миль (3168 километров). Полет был выполнен на самолёте Vickers Vimy (тяжёлый бомбардировщик периода Первой мировой войны). Пилоты получили приз в 10 000 фунтов от лондонской газеты Daily Mail — за первый беспосадочный перелет через Атлантический океан. Через несколько дней после полета Браун и Олкок были удостоены приема в Виндзорском замке, где король Георг V посвятил их в рыцари и наградил орденом Британской империи.

### После полёта
После выдающегося авиадостижения, Артур Браун работал в компании Metropolitan-Vickers, бывшей British Westinghouse. В 1923 году он был назначен главным представителем компании в Суонси. Во время Второй мировой войны служил в ополчении, имел звание подполковника. Комиссией 1941 года был списан из армии и работал в RAF Training Command, обучая пилотов навигации. В связи с ухудшением здоровья был вынужден уйти в отставку в середине 1943 года. Его единственный сын Артур (известный как «Бастер») погиб в ночь с 5 на 6 июня 1944 года, неся службу в Королевских ВВС в звании лейтенанта. Его самолёт De Havilland Mosquito (номер NT122) из 605-й эскадрильи разбился в Нидерландах. Бастер был похоронен в городе Hoorn (Нидерланды) на городском кладбище. Смерть сына плохо повлияла на состояние Артура Брауна. Его здоровье продолжило ухудшаться и он умер 4 октября 1948 года в Суонси, Уэльс, от случайной передозировки веронала. Был похоронен на кладбище графства Бакингемшир, Англия.

## Заслуги
Среди многих наград Брауна был орден Британской империи (рыцарь-командор — KBE).